# Carrer de les Hortes (Girona)
El Carrer de les Hortes és un carrer del municipi de Girona. Forma part de l'Inventari del Patrimoni Arquitectònic de Catalunya en el seu conjunt.

## Descripció
La via comença al pont de les Peixateries Velles, travessa el carrer de Santa clara, segueix en direcció ponent i gira en forma de colze per acabar a la Plaça de Santa Susanna. És una artèria vital per al barri, ja que el posa en comunicació amb la zona cèntrica de la Rambla i la plaça del Vi. Sobresurt el Pont de les Peixeteries Velles, construït amb una armadura de gruixudes planxes de ferro encreuades en diagonal; el sòl està format per taulons de fusta. Malgrat la llarga història del carrer, la seva estructura i les cases que hom pot contemplar avui dia són dels segles XIX i XX. L'edifici més característic és el vell col·legi de les Dominiques, construcció de la darrera dècada del segle xix.

## Història
El carrer de les Hortes té una denominació d'origen medieval, i evoca un antic paratge agrícola del barri del Mercadal que al segle xv quedà dins la muralla que encerclava aquella part de la ciutat.
Ja des de l'edat mitjana existien diversos ponts per comunicar el Mercadal amb la Rambla, reconstruïts amb una certa regularitat a causa dels aiguats i les crescudes del riu Onyar. L'actual, de ferro, data del 1877 i fou construït per la casa Gustave Eiffel de París. El pagà la companyia del ferrocarril com a contraprestació per travessar la ciutat. El pont és conegut popularment com el de les Peixateries Velles, perquè des de les darreries del segle xviii aquesta activitat es desenvolupava en un edifici de planta baixa situat a la dreta del pont. Subsistí fins a la dècada dels 40, en que el nou mercat absorbí les seves funcions.